# Concreto armado

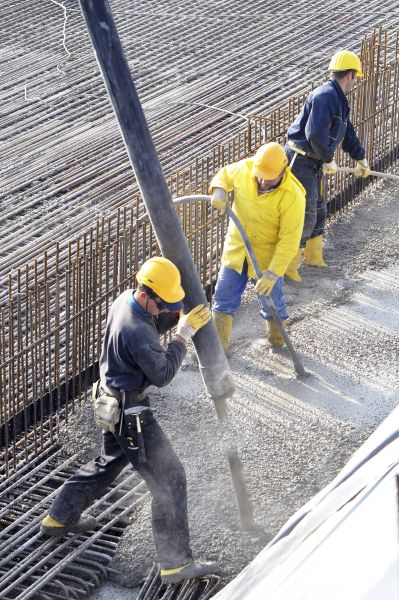
Vertido de hormigón armado.

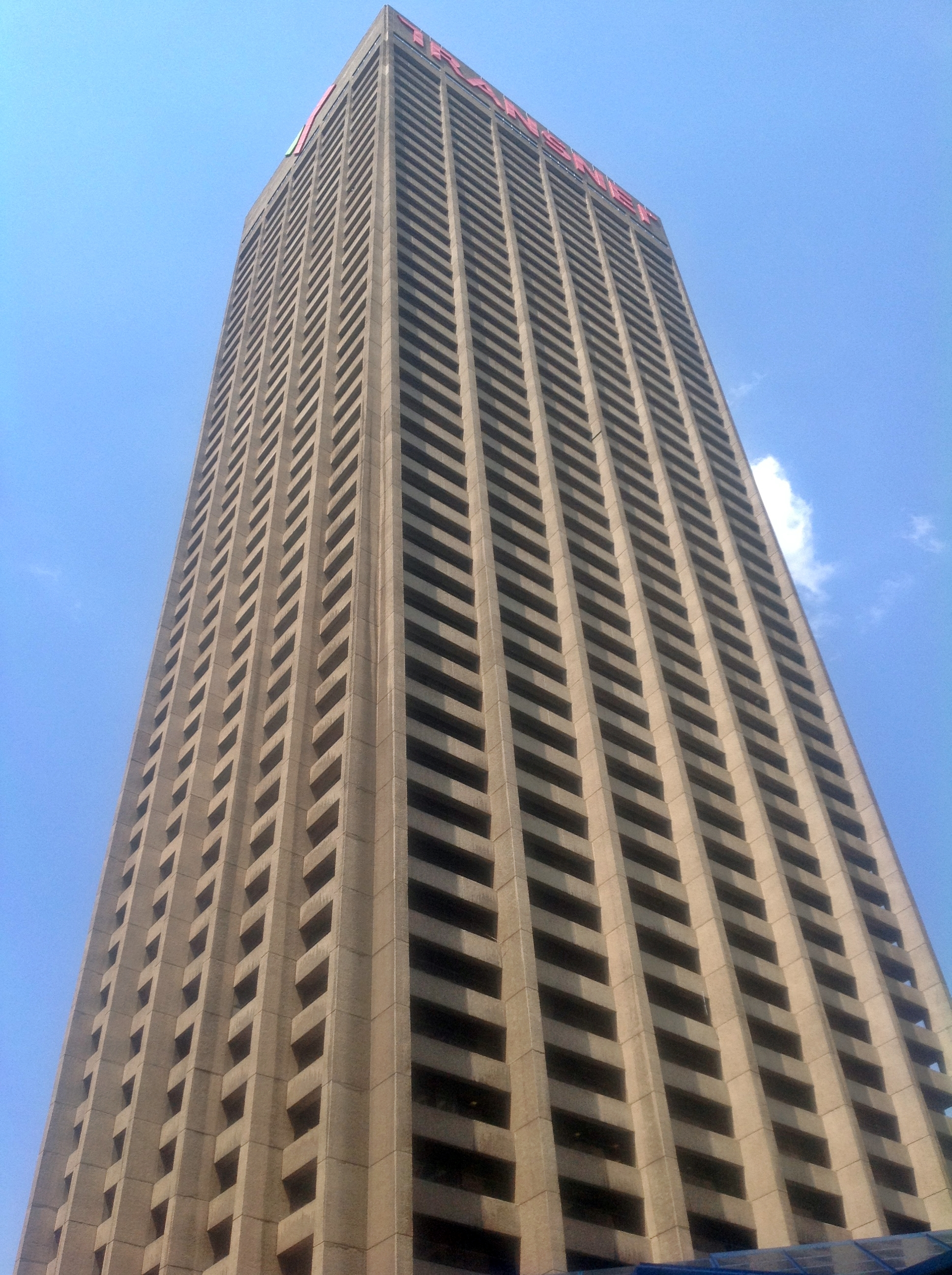
Cuando se completó en 1973, el Centro Carlton en Johannesburgo era el rascacielos de hormigón armado más alto del mundo.

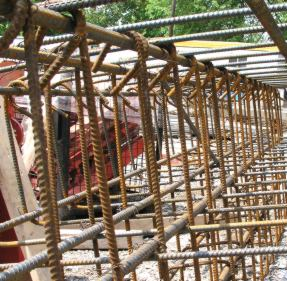
Armadura y estribos o anillos antes del hormigonado.

La técnica constructiva del hormigón armado o concreto armado consiste en la combinación de dos materiales: el hormigón y el acero corrugado. Estos materiales se combinan con el fin de conformar elementos estructurales como forjados, vigas, pilares, muros y cimientos de distinta entidad, entre otros. Garantizar la adherencia entre estos dos materiales permite que trabajen como uno solo. Para asegurar la adherencia, la mezcla de hormigón recubre en su interior las barras o mallas de acero corrugado, denominadas armaduras. También se puede incluir dentro del hormigón fibras, tales como fibras plásticas, fibra de vidrio, fibras de acero o combinaciones de barras de acero con fibras dependiendo de los requerimientos a los que estará sometido. El hormigón armado se utiliza en edificios de todo tipo, caminos, puentes, presas, túneles y obras industriales. La utilización de fibras es muy común en la aplicación de hormigón proyectado, especialmente en túneles y obras civiles en general.

## Historia

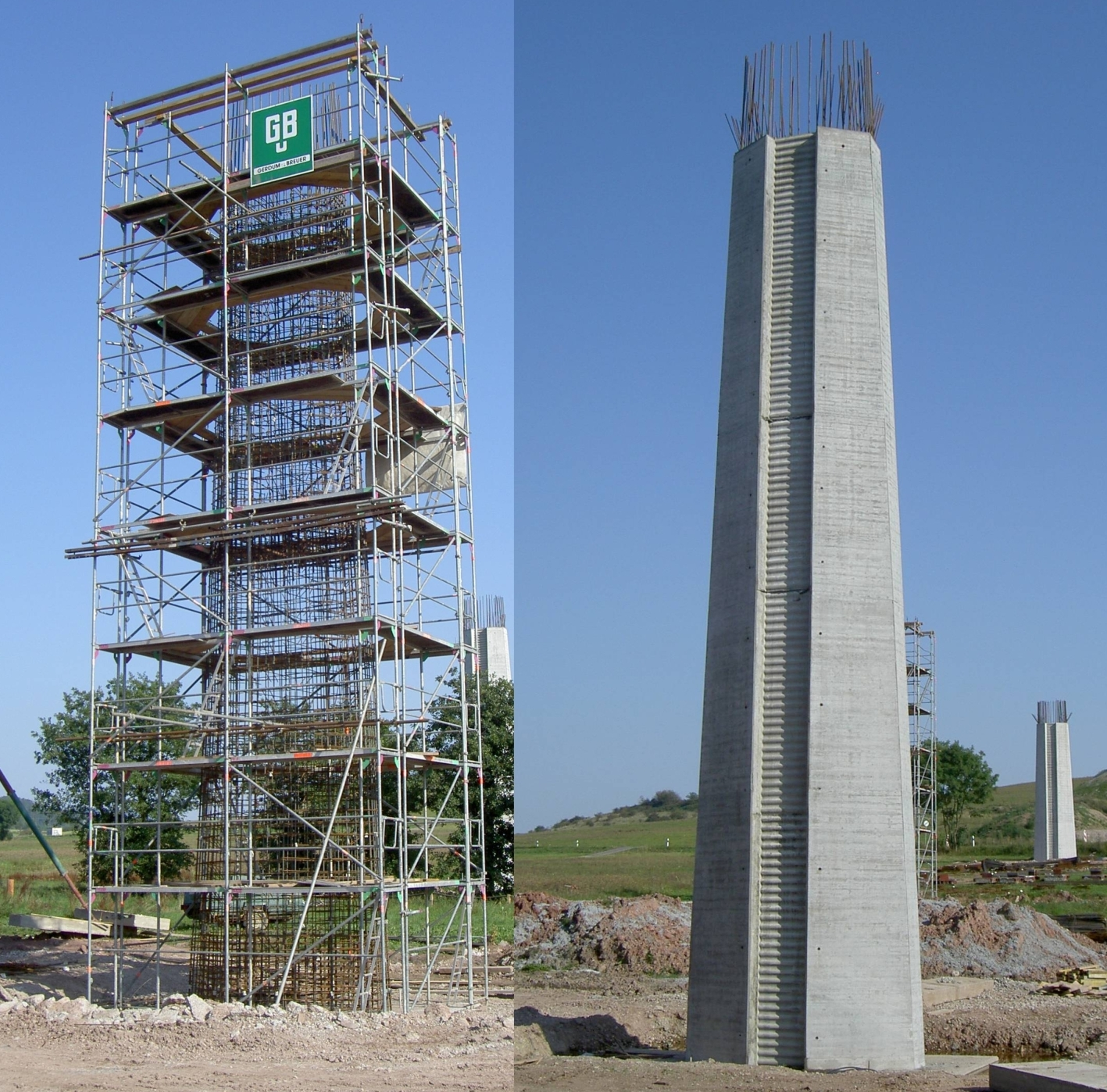
Pilar de un puente de hormigón armado.

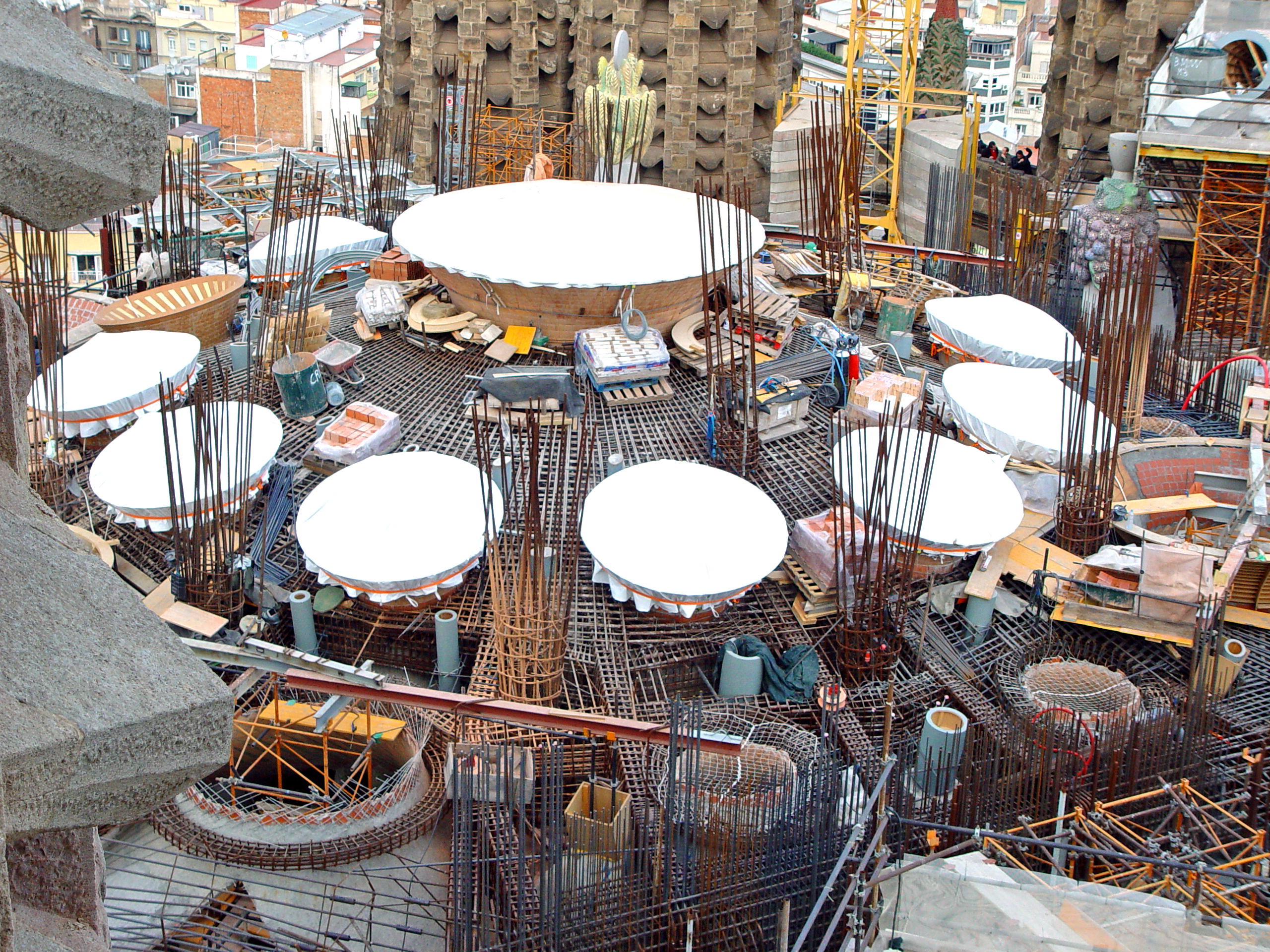
Armado de la construcción de la basílica de la Sagrada Familia.

La invención del hormigón armado se suele atribuir a Joseph-Louis Lambot, que en 1848 produjo el primer barco de hormigón armado conocido y lo ensayó en el lago de Besse-sur-Issole. El prototipo original se conserva en el museo de Brignoles.  Este barco fue patentado el 30 de enero de 1855 y presentado en la  Exposición Universal en París ese mismo año. Lambot, también publicó el libro «Les bétons agglomerés appliqués á l'art de construire» (Aplicaciones del hormigón al arte de construir), en donde expone el sistema de construcción.
François Coignet en 1861 ideó la aplicación en estructuras como techos, paredes, bóvedas y tubos. A su vez, el francés Joseph Monier patentó varios métodos en la década de 1860. Muchas de estas patentes fueron obtenidas por G. A. Wayss en 1866 de las empresas Freytag und Heidschuch y Martenstein, fundando una empresa de hormigón armado, en donde se realizaban pruebas para ver el comportamiento resistente del hormigón, asistiendo el arquitecto prusiano Matthias Koenen a estas pruebas. Koenen estuvo efectuando cálculos que fueron publicados en un folleto llamado «El sistema Monier, armazones de hierro cubiertos de cemento» y que fue complementado en 1894 por Edmond Coignet y De Tédesco. Este método publicado en Francia agregó además el comportamiento de la elasticidad del hormigón como factor en los ensayos. 
Estos cálculos fueron confirmados por otros ensayos realizados por Eberhard G. Neumann en 1890. Bauschinger y Bach comprobaron las propiedades del material frente al fuego y su resistencia logrando ocasionar un gran auge en Alemania por la seguridad del producto. Fue François Hennebique quien ideó un sistema convincente de hormigón armado, patentado en 1892 y que utilizó en la construcción de una fábrica de hilados en Tourcoing, Lille, en 1895.

### En España
En España, el hormigón armado comienza su andadura en Lérida de la mano del ingeniero militar Francesc Macià, que diseñó el depósito de agua de Puigverd con la patente del francés Joseph Monier. No obstante, la expansión de esta nueva técnica constructiva se produce por el empuje comercial de François Hennebique por medio de su concesionario en San Sebastián Miguel Salaverría y del ingeniero José Eugenio Ribera, entonces destinado en Asturias. En 1898 construye los forjados de la cárcel de Oviedo, el tablero del puente de Ciaño y el depósito de aguas de Llanes.
El primer edificio de entidad construido con hormigón armado es la fábrica de harinas La Ceres en Bilbao, entre los años 1899 y 1900 (aún hoy en pie y rehabilitada como viviendas) y el primer puente de dimensiones considerables, con arcos de 35 metros de luz, el levantado sobre el Nervión-Ibaizabal en La Peña para el paso del tranvía de Arratia entre Bilbao y Arrigorriaga (desaparecido en las riadas del año 1983). Ninguna de las dos obras fue dirigida por Ribera, quien pronto se independizó de la tutela del empresario francés, sino por los jóvenes ingenieros Ramón Grotta y Gabriel Rebollo de la oficina madrileña de François Hennebique.

### Diseño de estructuras

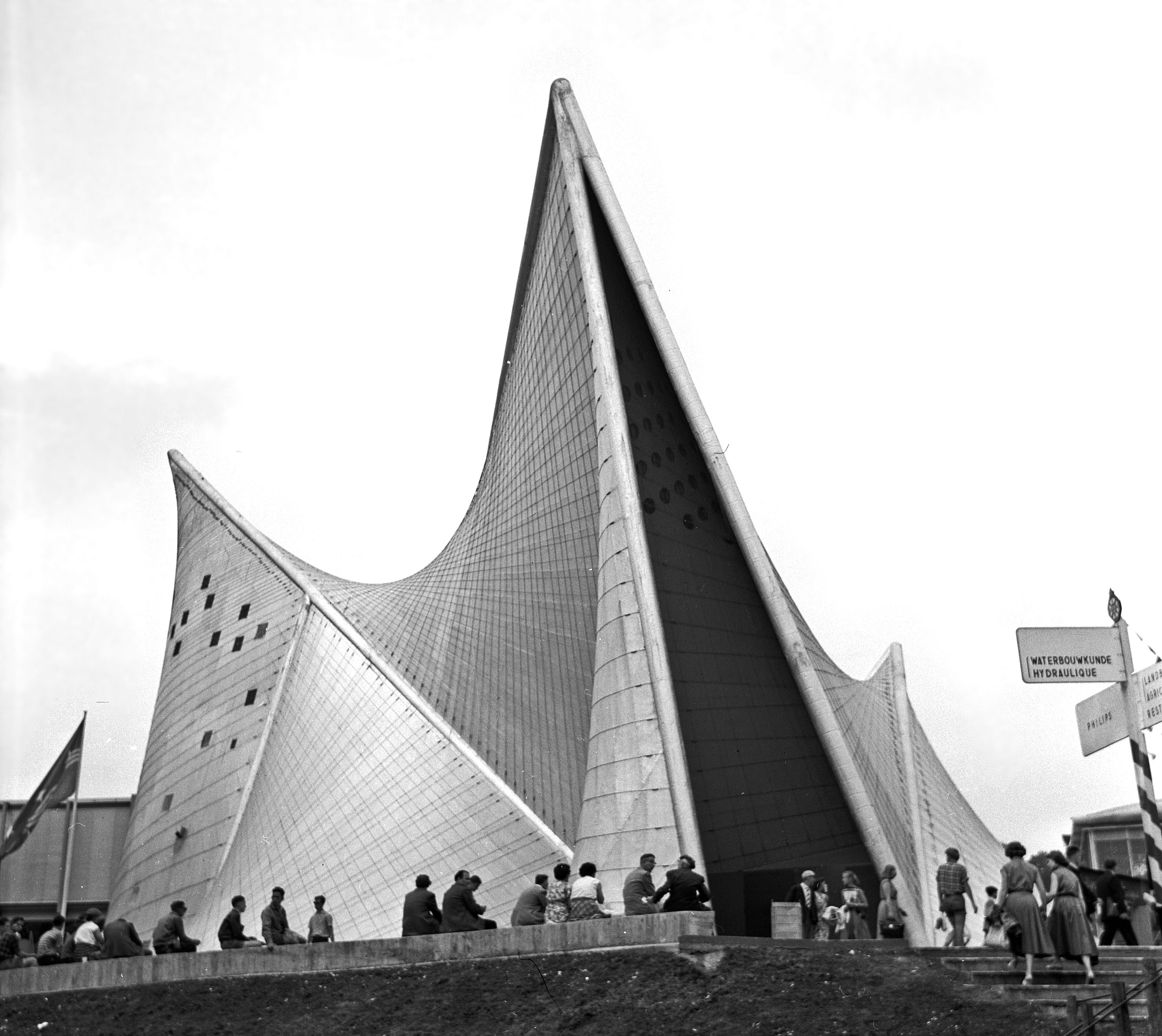
La novedosa forma del Pabellón Philips construido en Bruselas para la Expo 58 se logró utilizando hormigón armado.

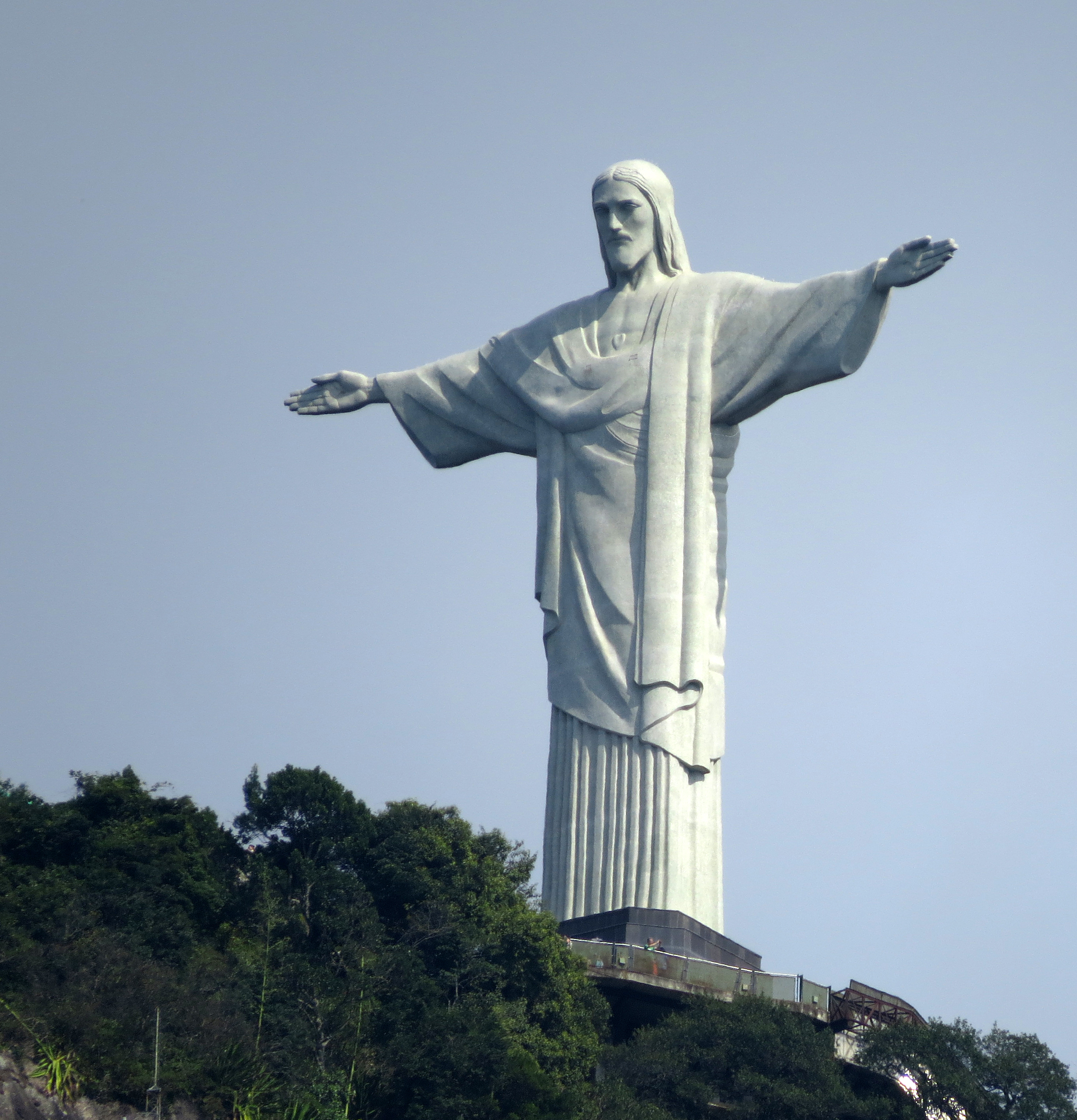
Estatua del Cristo Redentor en Río de Janeiro (Brasil). Está hecho de hormigón armado revestido con un mosaico de miles de baldosas triangulares de esteatita.

Hennebique y sus contemporáneos fundamentaron el diseño de sus patentes en resultados experimentales, mediante pruebas de carga. Los primeros aportes teóricos los realizaron prestigiosos investigadores alemanes, tales como Wilhem Ritter, quien desarrolló en 1899 la teoría del «reticulado de Ritter-Mörsch». Los estudios teóricos fundamentales se gestaron durante el primer tercio del siglo XX.
Existen varias características responsables del éxito del hormigón armado:
- El coeficiente de dilatación del hormigón es similar al del acero, siendo despreciables las tensiones internas por cambios de temperatura.[6]
- Cuando el hormigón fragua se contrae y presiona fuertemente las barras de acero, creando además una fuerte adherencia química. Las barras suelen tener una serie de resaltes en su superficie, llamadas corrugas o trefilado, que favorecen la adherencia física con el hormigón.
- Por último, el pH alcalino del cemento produce la pasivación del acero, fenómeno que ayuda a protegerlo de la corrosión.
- El hormigón que rodea a las barras de acero genera un fenómeno de confinamiento que impide su pandeo, optimizando su empleo estructural.

## Cálculo de elementos de hormigón

### Fundamento

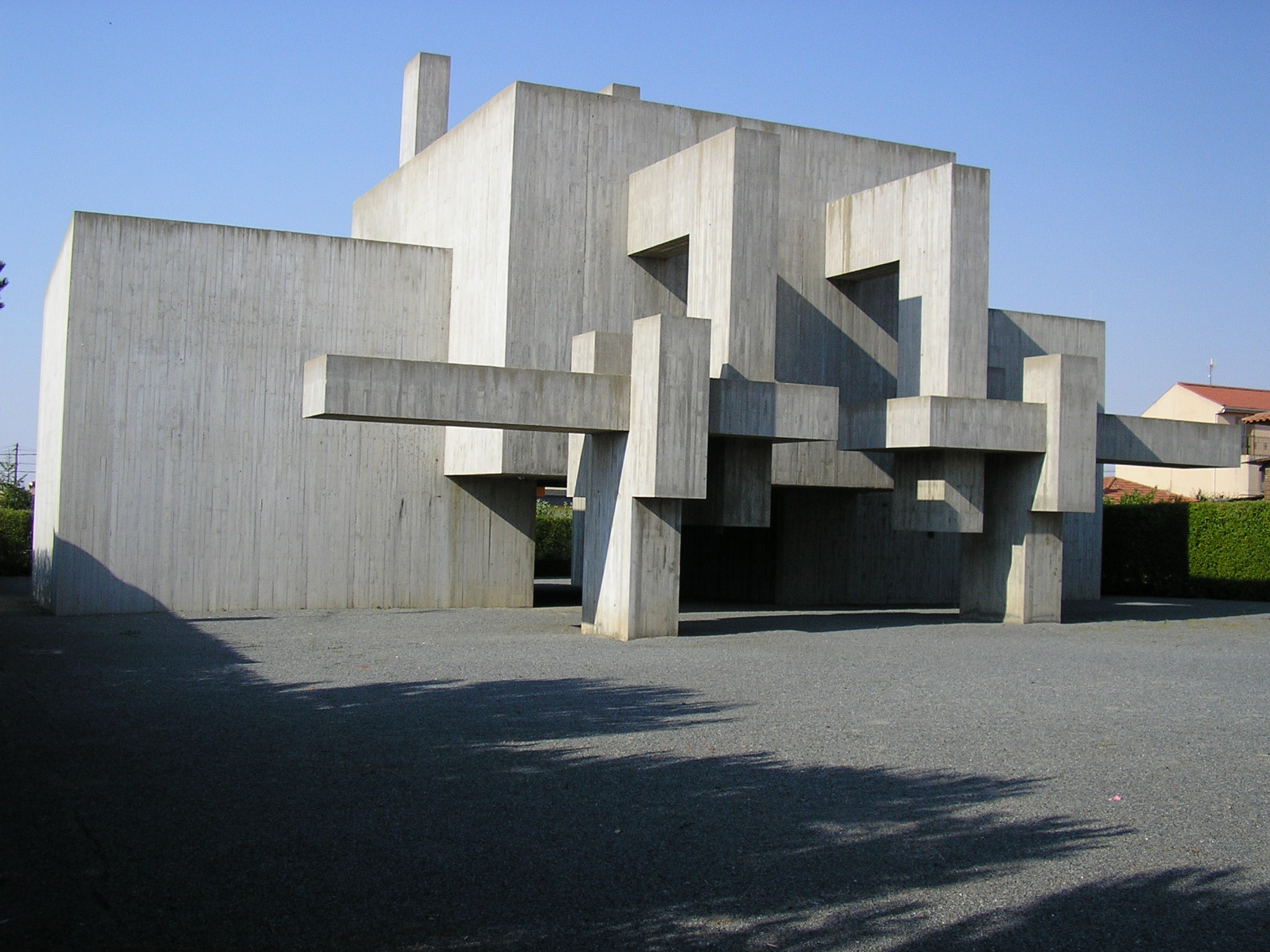
Museo del Hormigón Angel Mateos.

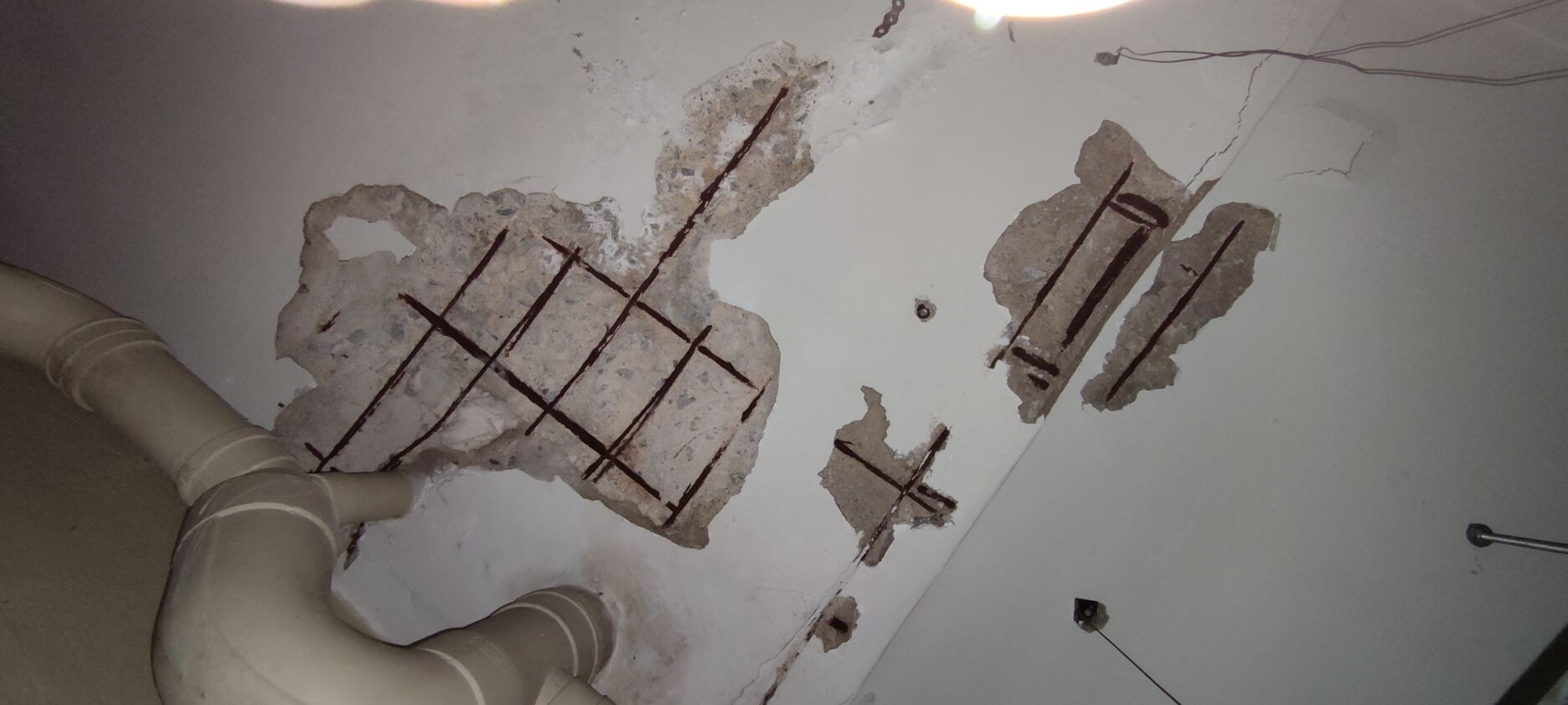
Desprendimiento de hormigón del techo de una unidad de oficinas (interior) en Singapur, posiblemente debido a la corrosión de las barras de la armadura.

El hormigón en masa es un material moldeable y con buenas propiedades mecánicas y de durabilidad y, aunque resiste tensiones y esfuerzos de compresión apreciables, tiene una resistencia a la tracción muy reducida. Para resistir adecuadamente esfuerzos de tracción es necesario combinar el hormigón con un esqueleto de acero. Este esqueleto tiene la misión de resistir las tensiones de tracción que aparecen en la estructura, mientras que el hormigón resistirá la compresión (siendo más barato que el acero y ofreciendo propiedades de durabilidad adecuadas).
La adecuada selección de las características del tipo de hormigón y el acero corrugado, además de las dimensiones y cantidades de los materiales permiten controlar el colapso de los elementos estructurales. Por ejemplo, una combinación adecuada de estas variables puede permitir la fluencia del acero y así conferir una mayor ductilidad de manera que se deformen lo suficiente como para ser visible antes del colapso. No obstante, un elemento con demasiado acero corrugado en su interior puede presentar una rotura frágil, pues las barras al no permitir esa cierta ductilidad no presentará signos evidentes de deformación. Es por ello que, en general, las normativas relativas a esta cuestión limitan la cantidad máxima de acero que se puede colocar en los puntos más críticos de las estructuras.
En los elementos lineales alargados, como vigas y pilares, se colocan barras longitudinales de acero, llamadas armado principal o longitudinal. Estas barras de acero se dimensionan de acuerdo a la magnitud del esfuerzo axial y los momentos flectores, mientras que el esfuerzo cortante y el momento torsor condicionan las características de la armadura transversal o secundaria.

## Tipos de esfuerzos
- Tracción: Un elemento está sometido a tracción cuando sobre él actúan fuerzas que tienden a estirarlo; los tensores son elementos resistentes que aguantan muy bien este tipo de esfuerzos.
- Compresión: Un elemento está sometido a compresión cuando sobre él actúan fuerzas que tienden a aplastarlo. Los pilares son ejemplos de ello.
- Flexión:[7] Un elemento está sometido a flexión cuando actúan sobre él cargas que tiendan a doblarlo. A este tipo de esfuerzo se ven sometidas las vigas de estructuras.[8]

### Cálculo de vigas y pilares de hormigón armado
La teoría de vigas de Euler-Bernoulli no es adecuada para el cálculo de vigas o pilares de hormigón armado. Los elementos resistentes de estas características presentan un mecanismo resistente más complejo debido a la concurrencia de dos materiales diferentes, hormigón y acero, con módulos de Young muy diferentes. Los momentos de inercia son variables de acuerdo al tamaño de las fisuras de los elementos. Las diferentes propiedades mecánicas de ambos materiales presentes en un elemento de hormigón armado hace que las ecuaciones de equilibrio que enlazan los esfuerzos internos introducidos por las fuerzas y tensiones del hormigón y del acero no sean tan simples como las de secciones homogéneas, que son las usadas en la teoría de Euler-Bernoulli.
En la Instrucción Española del Hormigón Estructural, normativa de obligado cumplimiento en estructuras de hormigón armado en España hasta el año 2021, las ecuaciones de equilibrio mecánico para el esfuerzo axil N y el momento flector M de una sección rectangular pueden escribirse de forma muy aproximada como:

{\displaystyle {\begin{cases}N=N_{c}(X)+U_{s1}{\cfrac {\sigma _{s1}(X)}{f_{yd}}}+U_{s2}{\cfrac {\sigma _{s2}(X)}{f_{yd}}}\\Ne_{1}=M_{c}(X,d)+U_{s2}{\cfrac {\sigma _{s2}(X)}{f_{yd}}}(d-d')\\Ne_{2}=M_{c}(X,d')-U_{s1}{\cfrac {\sigma _{s1}(X)}{f_{yd}}}(d-d')\end{cases}},\qquad e_{1}={\frac {d-d'}{2}}+{\frac {M}{N}},\ e_{2}={\frac {d-d'}{2}}-{\frac {M}{N}}}

Donde:
{\displaystyle d,d',X\,}, son magnitudes geométricas. Respectivamente: el canto útil, el recubrimiento y la profundidad de la línea neutra respecto a la armadura más comprimida del hormigón.
{\displaystyle \sigma _{s1},\sigma _{s2},f_{yd}\,} son respectivamente la «tensión de la armadura de tracción» (o menos comprimida), la «armadura de compresión» (o más comprimida) y la tensión de diseño del acero de las armaduras.
{\displaystyle U_{s1},U_{s2}\,}, son las cuantías mecánicas, relacionadas con el área transversal de acero de las armaduras.
{\displaystyle N_{c}(X),M_{c}(X,\cdot )\,}, son el esfuerzo axil y el momento flector resultantes de las tensiones de compresión en el hormigón, en función de la posición de la línea neutra.
Si se usa el diagrama rectángulo normalizado para representar la relación de tensión-deformación del hormigón entonces las tensiones de la armadura de tracción y de compresión se pueden expresar en las funciones anteriores como:

{\displaystyle {\frac {\sigma _{s1}(X)}{f_{yd}}}={\begin{cases}-1&-\infty <X<0,625d\\{\cfrac {5}{3}}{\cfrac {X-d}{X}}&0,625d<X<h\\{\cfrac {X-d}{X-0,4h}}&h<X\end{cases}},\quad {\frac {\sigma _{s2}(X)}{f_{yd}}}={\begin{cases}-1&-\infty <X<-0,5d'\\{\cfrac {2}{3}}{\cfrac {X-d'}{d'}}&-0,5d'<X<2,5d'\\1&2,5d'<X\end{cases}}}

Por otra parte los esfuerzos soportados por el bloque comprimido de hormigón vienen dados por:

{\displaystyle N_{c}(X)={\begin{cases}0&-\infty <X\leq 0\\0,68f_{cd}bX&0<X\leq 1,25h\\0,85f_{cd}bh&1,25h<X\end{cases}},\quad M_{c}(X,y)={\begin{cases}0&-\infty <X\leq 0\\0,68bX(y-0,4X)&0<X\leq 1,25h\\0,85f_{cd}bh/y-0,5h)&1,25h<X\end{cases}}}

### Dimensionado de secciones
El problema del dimensionado de secciones se presenta a la hora de determinar la cantidad de acero mínima para garantizar la adecuada resistencia del elemento. Generalmente se busca un abaratamiento del coste, lo que implica considerar varias formas para la sección y el cálculo de las armaduras para cada una de esas secciones posibles, con el fin de establecer un coste orientativo de cada sección.
Una sección de una viga sometida a flexión simple requiere obligatoriamente una armadura (conjunto de barras) de tracción colocada en la parte traccionada de la sección, y dependiendo del momento flector puede requerir también una armadura en la parte comprimida. El área de ambas armaduras de una sección rectangular puede calcularse aproximadamente mediante los siguientes juegos de fórmulas:

{\displaystyle U_{s2}={\begin{cases}0&M_{d}<0,375U_{0}d_{1}\\{\frac {M_{d}-0,375U_{0}d_{1}}{d_{1}-d_{2}}}&M_{d}\geq 0,375U_{0}d_{1}\end{cases}},\qquad A_{s2}={\frac {U_{s2}}{f_{yd}}}}

Donde:
{\displaystyle U_{s2}\,}, es la cuantía mecánica de armadura de compresión.
{\displaystyle A_{s2}\,}, es el área total de la armadura de compresión.
{\displaystyle U_{0}=0,85f_{cd}bd_{1}\,}, es la cuantía mecánica de armadura de compresión.
{\displaystyle d_{1},d_{2}\,}, distancias desde la armadura más comprimida a la armadura de tracción y a la armadura de compresión.
{\displaystyle b\,}, ancho de la sección.
Con las mismas notaciones, la armadura de tracción se calcula como:

{\displaystyle U_{s1}={\begin{cases}U_{0}\left(1-{\sqrt {1-{\frac {2M_{d}}{U_{0}d_{1}}}}}\right)&M_{d}<0,375U_{0}d_{1}\\0,5U_{0}+U_{s2}&M_{d}\geq 0,375U_{0}d\end{cases}},\qquad A_{s1}={\frac {U_{s1}}{f_{yd}}}}

### Comprobación de secciones
El problema de comprobación consiste en, dada una sección completamente definida por sus dimensiones geométricas y un cierto número de barras con una disposición bien definida, comprobar mediante cálculo si dicha sección será capaz de soportar los esfuerzos inducidos en ella por la acción de cargas conocidas.

## Definiciones
- Armadura principal (o longitudinal): Aquella requerida para absorber los esfuerzos de tracción en la cara inferior en vigas solicitadas a flexión compuesta, o bien la armadura longitudinal en pilares.
- Armadura secundaria (o transversal): Toda armadura transversal al eje de la barra. En vigas absorbe esfuerzos cortantes, mantiene la posición de la armadura longitudinal cuando el hormigón se encuentra todavía fresco y reduce la longitud efectiva de pandeo de las mismas.
- Estribo: Armadura abierta, actualmente en desuso, empleado para resistir esfuerzos de corte en un elemento estructural; por lo general, barras, alambres o malla electrosoldada de alambre (liso o estriado), ya sea sin dobleces o doblados, en forma de L, de U o de formas rectangulares, y situados perpendicularmente o en ángulo, con respecto a la armadura longitudinal. El vocablo «estribo» se aplica, normalmente, a la armadura transversal de elementos sujetos a flexión y el término «amarra» a los que están en elementos sujetos a compresión. Cabe señalar que si existen esfuerzos de torsión, el estribo debe ser cerrado.
  - Cerco: Estribo cerrado mediante un alambre doblado. Un cerco puede estar constituido por varios elementos de refuerzo con ganchos sísmicos en cada extremo.
  - Zuncho: Estribo continuo enrollado en forma de hélice cilíndrica empleada en elementos sometidos a esfuerzos de compresión que sirve para confinar la armadura longitudinal de un pilar y la porción de las barras dobladas de la viga como anclaje en el pilar. El espacio libre entre espirales debe ser uniforme y alineado, no menor a 80 mm ni mayor a 25 mm entre sí. Para elementos realizados in situ, el diámetro de los zunchos no debe ser menor a 10 mm.
- Armadura de reparto: En general, son aquellas mallas de acero destinadas a mantener el distanciamiento y el adecuado funcionamiento de las armaduras principales en los forjados de hormigón armado.
- Armadura de negativos: Son aquellas barras instaladas en forjados unidireccionales, en la capa de compresión, que tienen como objetivo absorber parte de los esfuerzos de tracción originados por la flexión del elemento.
- Gancho sísmico: Gancho de un estribo, cerco o traba, con un doblez de 135° y con una extensión de 6 veces el diámetro (pero no menor a 75 mm) que enlaza la armadura longitudinal y se proyecta hacia el interior del estribo o cerco.
- Traba: Barra continua con un gancho sísmico en un extremo, y un gancho no menor de 90°, con una extensión mínima de 6 veces el diámetro en el otro extremo. Los ganchos deben enlazar barras longitudinales periféricas. Los ganchos de 90° de dos trabas transversales consecutivas que enlacen las mismas barras longitudinales, deben quedar con los extremos alternados.

## Normativas relacionadas
- La normativa española Instrucción Española del Hormigón Estructural EHE-08 de 2008, quedó derogada definitivamente el 10 de agosto de 2021. Actualmente está en vigor el Código Estructural.[9]
- La normativa europea, aunque no de obligado cumplimiento, es el Eurocódigo 2: Proyecto de Estructuras de Hormigón.
- La normativa argentina de referencia es el Reglamento CIRSOC 201-2005, que reemplaza al antiguo CIRSOC 201-1982. La nueva normativa está basada en el reglamento ACI estadounidense, en contraposición con el de 1982, que tomaba la base de la antigua normativa DIN alemana.
- El citado reglamento estadounidense es el ACI 318-05 (American Concrete Institute).